# パウル・ヒンデミット

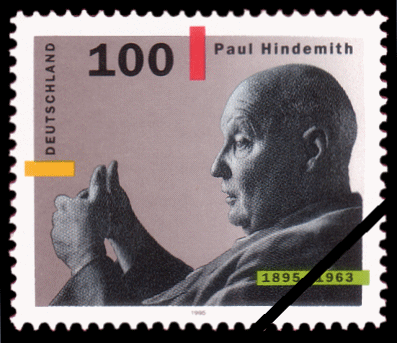
1995年に発行されていた切手

パウル・ヒンデミット （Paul Hindemith、1895年11月16日 - 1963年12月28日）は、ドイツ・ハーナウ出身の作曲家、指揮者、ヴィオラ奏者。その他にもヴァイオリン、クラリネット、ピアノなど様々な楽器を弾きこなす多才な演奏家であった。
第一次世界大戦後、ロマン派からの脱却を目指し、新即物主義を推進。20世紀ドイツを代表する作曲家として同時代の音楽家に強い影響を与えた。また生涯に600曲以上を作曲。交響曲やオペラばかりではなく、オーケストラを構成するほぼすべての楽器のためのソナタを作曲した。

## 経歴

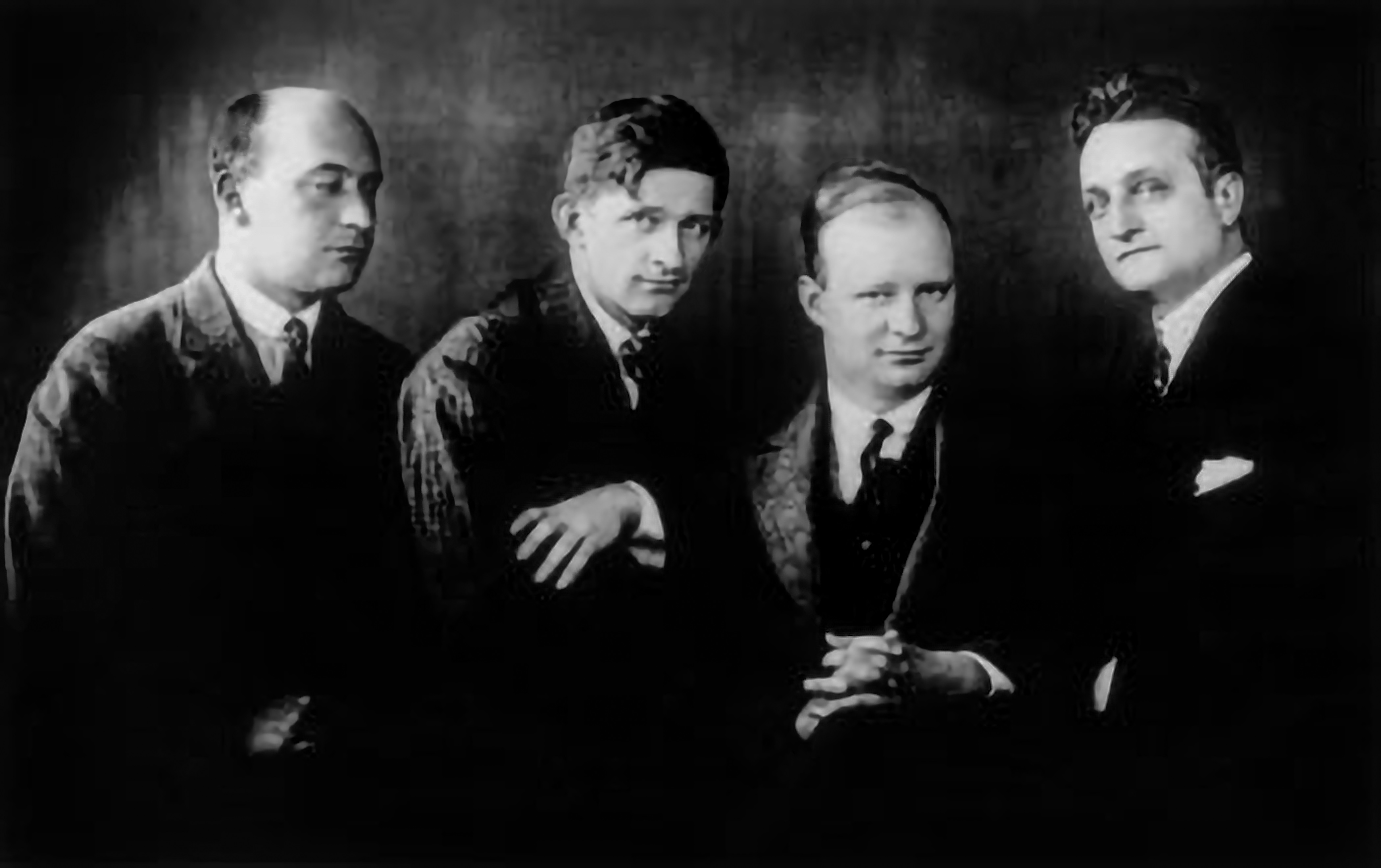
アマール四重奏団の一員として（右から二人目）（1925年）

1895年11月16日ドイツのハーナウに生まれた。父親はシレジアのナウムブルク・アム・クヴァイス（現ポーランド領ノヴォグロジェツ）出身の職人で、芸術家になろうとしたが成功しなかった。自らの夢を託そうとして、父は子供たち（パウル、弟のルドルフ、妹のトーニー）に厳格な音楽教育を施した。1908年にフランクフルトのホッホ音楽院に入学し、ヴァイオリンをアドルフ・レーブナーに学ぶ一方で、作曲と対位法をアルノルト・メンデルスゾーンとベルンハルト・ゼクレスに学んだ。父は子供たちで弦楽三重奏団をくませて演奏させた（パウルはヴァイオリン）。
1913年から劇場の管弦楽団のヴァイオリン奏者として音楽家としてのキャリアを開始した。生計のためにコーヒーハウス、ダンスホール、映画館などで働くこともあった。20歳の時にフランクフルト・ムゼウム管弦楽団（フランクフルト歌劇場管弦楽団）のコンサートマスターを務めている。1915年からは師のアドルフ・レーブナーの弦楽四重奏団のヴィオラ奏者をつとめた。第一次世界大戦で父親は戦死した。ヒンデミット本人も1918年に従軍している。この時代に書かれた曲は大部分がヒンデミットの生前には出版されなかった。
戦後、ヴィオラのソロ奏者としての活動を行うとともに、多くの作曲を行った。1920年に結成したアマール弦楽四重奏団では、8年間にわたり活動し、1921年に開かれた第1回ドナウエッシンゲン室内音楽祭において『弦楽四重奏曲第3番』作品16の初演を行っている。1923年からはフランクフルト市南部にあるザクセンハウゼン地区にある要塞跡を改装して住んでいた。建物は現在ヒンデミットの記念館になっている。1924年にフランクフルト歌劇場の主席指揮者であったルートヴィヒ・ロッテンベルクの娘のゲルトルート（ヨハンナ・ゲルトルーデ）と結婚した。
1927年にベルリンに引っ越し、ベルリン音楽大学の作曲科の教授をつとめている。当時ヴァイオリンのヨーゼフ・ヴォルフスタール（没後はシモン・ゴールドベルク）、チェロのエマヌエル・フォイアーマンと結成した三重奏団は有名で、自身が演奏するための弦楽三重奏曲も作曲している。作曲家としてはオペラ、映画音楽、あるいは電子楽器トラウトニウムのための音楽など幅広い活動を行い、自ら演奏するためのヴィオラやヴィオラ・ダモーレのための曲も書いた。ヒンデミットは国際的に有名になり、ダリウス・ミヨー、イーゴリ・ストラヴィンスキー、フランツ・シュレーカーらと知り合った。
ナチス・ドイツ時代のはじめにおいてはヒンデミットの評価は揺れていた。ヒンデミットの音楽はロマン派の作曲家からすると進歩的すぎるが、アヴァンギャルドな立場を取る作曲家たちにとっては穏健で順応的すぎると批判されていた。アヴァンギャルドを批判していたナチスにとっては、ヒンデミットは受け入れられないものではなかった。しかし、ヒンデミットは当時帝国音楽院の顧問であったのにもかかわらず、上記のようにユダヤ人のヴァイオリン奏者、チェロ奏者と弦楽三重奏を組んでレコーディングをするなどし、ナチスから反感を買っていた。1934年にフルトヴェングラー指揮のベルリン・フィルハーモニー管弦楽団によって交響曲『画家マティス』が初演され、大成功した。しかし、同年10月にナチスの機関紙が「堕落の旗手」としてヒンデミットを非難しはじめた（ヒンデミット事件）。12月にヒンデミットはゲッベルスによって「無調の騒音作家」とされた。1936年には公式にヒンデミット作品の演奏が禁止され、1938年の退廃音楽展でも批判された。作品の発表の場を失ったヒンデミットはベルリンから離れることが多くなり、1935年にはトルコ政府からの依頼で、音楽教育の編成に携わり、アンカラ音楽院の開校に尽力した。1937年から1939年まで毎年渡米している。

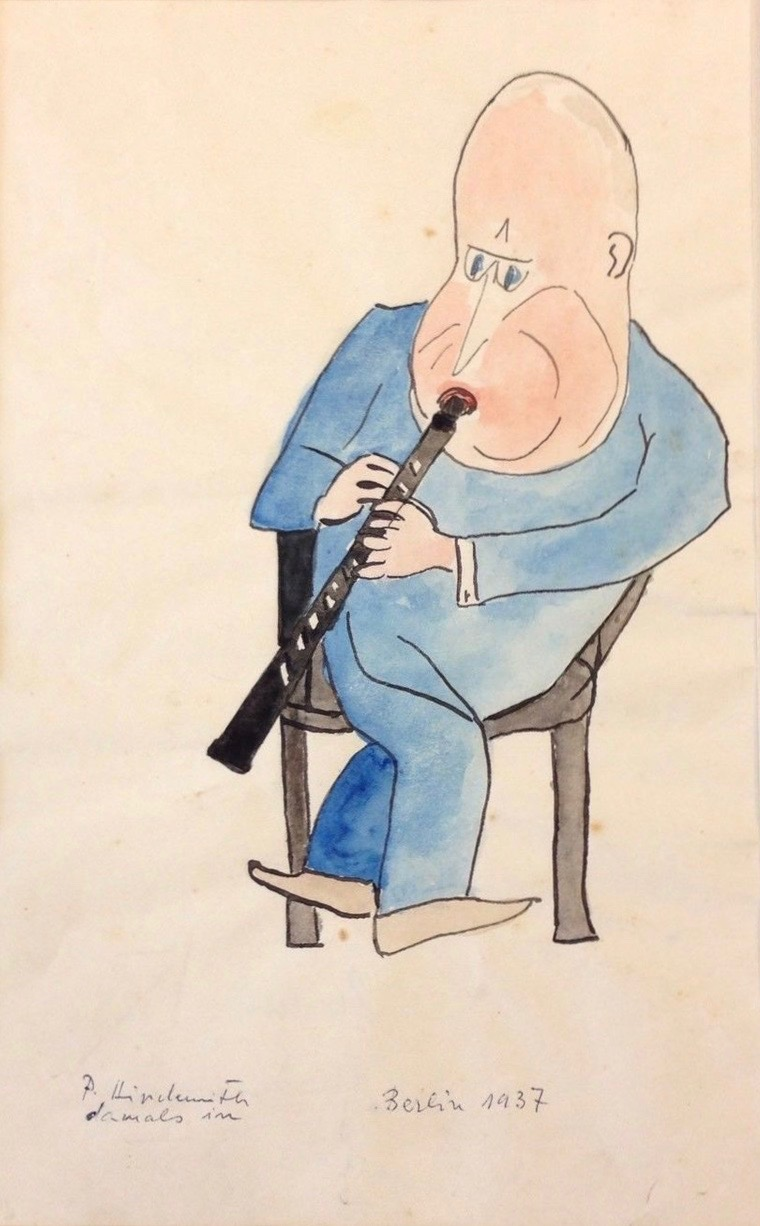
Rudolf Wilhelm Heinisch画、クラリネットを吹くヒンデミットのカリカチュア、1937年。

1938年夏にスイスに亡命し、ヴァレー州ブリューに住んだ。さらに1940年にはアメリカに亡命し、イェール大学の教授としてニューヘイブンに住んだ。アメリカ時代の教え子にはルーカス・フォス、ノーマン・デロ＝ジョイオらがいる
。アメリカ時代に作曲された曲には『ウェーバーの主題による交響的変容』、『ルードゥス・トナリス』など、人気の高い曲が多い。
第二次世界大戦終結後の1946年1月にアメリカの市民権を得たが、1951年からスイスのチューリヒ大学の教授の任についた。1953年にはイェール大学を辞してスイスに引っ越し、モントルー近郊のブロネに住んだ。ウィーン音楽院の教壇にも立ち、1956年にはウィーン・フィルハーモニー管弦楽団の初の日本への演奏旅行に指揮者として来日している。
1963年11月に自宅で高熱を発し、診療のためにフランクフルトを訪れたが、そこで12月28日に死去した。死因は出血性膵炎だった。スイス・ヴォー州ラ・シエザのラ・シエザ墓地に埋葬されている。

## 作風
それまで独奏楽器としては無視されていたヴィオラの独奏曲を多く残すとともに、通常のオーケストラに定席を持つほとんどの楽器の独奏曲を残した職人的な作曲家であり、各楽器の独奏者に重宝がられている。
初期の作風は後期ロマン主義や表現主義の影響が濃厚であったが、1920年代より新即物主義、新古典主義へ移行した。しかしイーゴリ・ストラヴィンスキーのそれとは異なり、モーツァルトの古典的な明瞭さよりもバッハの対位法を好んだ。バッハの演奏で名高いグレン・グールドは「ヒンデミットは現代の数少ない真のフーガの名手である」と彼の対位法技術の高さを評価している。また彼はクルト・ヴァイルやエルンスト・クルシェネクとともにアマチュアでも演奏が容易な「実用音楽」を提唱している。
指揮、ヴィオラ独奏ともに録音を残し、ヴィオラ独奏では、自身の曲にふさわしい豪快で力強い演奏を繰り広げている。一方で、作曲家の柴田南雄はウィリアム・プリムローズ等の専門家と比べると、ヴィルトゥオーソとは呼べないと指摘している。

## 音楽論
それまでの伝統的な、狭義の調性の枠を大きく超えるような音楽を書いたヒンデミットであるが、シェーンベルクらの無調音楽に対しては自然倍音の正当性を守る立場から否定的であった。教育も一風変わっておりヴィルヘルム・マーラー式和音記号を採用せず、数字付き低音の正当性を主張したドイツ人作曲家としても知られている。『三声部楽曲の練習書 Übungsbuch für den dreistimmigen Satz』(未邦訳)では彼独自の記号が並ぶ。
彼は、複数の音が同時に鳴ると、その周波数の和の音と差の音がかすかに発生する（例：400Hzと500Hzの音が同時に鳴ると、900Hzと100Hzの音が発生する）、という現象に着目し、その結果、どんな複雑な不協和音や半音階的旋律にも、複数の音の間には調的な支配関係が存在し、完全な無調は存在し得ない、と主張した。そして、あくまでも一つの中心音の調的な支配力のもとで、斬新な和音や半音階を駆使する作法を確立していった。このような作法は「拡大された調性」とも呼ばれた。
12のフーガからなるピアノ曲『ルードゥス・トナリス』に使われている音列は、基音Cから徐々に不協和となる、という構造を持ち（C-G-F-A-E-Es-As-D-B-Des-H-Fis）、そうした理論が典型的に示されている。

## 主な作品

### オペラ
- 殺人者、女達の望み（Mörder, Hoffnung der Frauen ）op.12 （1919年）
- ヌシュ＝ヌシ (Das Nusch-Nuschi )op.20 （1920年） 人形劇のための音楽
- 聖スザンナ (Sancta Susanna )op.21
- カルディヤック (Cardillac )op.39 （1926年）　<原作はE.T.A.ホフマンの『スキュデリ嬢』>
- 行きと帰り（Hin und Zurück ）op.45a （1927年）
- 今日のニュース (Neues vom Tage ) （1928年 - 1929年、改訂：1953年）
- 画家マティス (Mathis der Maler ) （1934年 - 1935年）
- 世界の調和 (Die Harmonie der Welt ) （1936年 - 1957年）
- 長いクリスマスの会食 (Das lange Weihnachtsmahl ) （1960年）

### 舞踊作品
- 悪魔（Der Dämon ） （1922年）
ダンス・パントマイムのための曲。
- トリアディッシェス・バレエ（英語版）（オスカー・シュレンマー）（1923年）
- 気高い幻想（レオニード・マシーン）（1938年）
- エロディアード（Hérodiade ） （1944年）
バレエのための語りと音楽。

### 付随音楽
- トゥティフェントヒェン（Tuttifäntchen ） （1922年）
クリスマス用児童劇のための曲。
- 教育用音楽（Lehrstück ） （1929年）
ブレヒトの作品のための音楽。
- 街を作ろう (Wir bauen eine Stadt ) （1930年）
R.ザイツの児童劇のための曲。

### 映画音楽
- 山との戦いの中で（ドイツ語版） (Im Kampf mit dem Berge )（1921年）
予定されていた三部作中の第一作 In Sturm und Eis の音楽をPaul Merano名義で提供。
- サーカスの猫フェリックス (Felix der Kater im Zirkus ) （1927年）
機械オルガンの曲。現存しない[12]。
- 午前の幽霊（英語版）（Vormittagsspuk）（1928年）
自動ピアノ曲。現存しない[13]。

### 管弦楽曲
- おどけたシンフォニエッタ (Lustige sinfonietta )op.4 （1916年） 室内管弦楽のための作品
- 交響曲「画家マティス」 (Symphonie "Mathis der Maler" ) （1934年）
同名のオペラに先だって作曲された。
- 交響的舞曲（Symphonische Tänze ） （1937年）
- 交響曲変ホ調 (Symphonie in Es ) （1940年）
- ウェーバーの主題による交響的変容（Symphonische Metamorphosen über Themen von C.M. von Weber ） （1943年）
ウェーバーの付随音楽「トゥーランドット」と「ピアノ連弾曲集」からの4つの自由な変奏曲。
- シンフォニア・セレーナ （1946年）
ダラス交響楽団の委嘱作品。
- シンフォニエッタ ホ調 (Sinfonietta in E ) （1949年） 小管弦楽のための作品
- 交響曲「世界の調和」 (Die Harmonie der Welt ) （1950年 - 1951年）
旧バーゼル室内管弦楽団創立25周年記念のために作曲。同名のオペラの音楽から改作したもの。
- ピッツバーグ交響曲 (Pittsburgh Symphony ) （1958年）
ピッツバーグ市創立200年記念のために作曲。
- 管弦楽のための協奏音楽（演奏会用音楽）（Konzertmusik für Orchester ）op.38 （1925年）
- 弦楽と金管のための協奏音楽（演奏会用音楽）（Konzertmusik für Streichorchester und Blechbläser ）op.50 （1930年）
ボストン交響楽団創立50周年記念の委嘱作品。
- フィルハーモニー協奏曲 (Philharmonisches Konzert ) （1932年）
ベルリン・フィルハーモニー管弦楽団創立50周年記念の委嘱作品。
- 組曲「気高い幻想」 (Suite "Nobilissima visione" ) （1938年）
同名のバレエ音楽から改作。
- 序曲「エロスとプシュケ」（Ouvertüre "Amor und Psyche"） （1943年）
「あるバレエのための序曲」と副題されている。
- 古いスイスの歌による行進曲（Marsch über den alten "Schweizerton" ） （1960年）
バーゼル大学創立500年記念のために作曲。

### 吹奏楽曲
- 吹奏楽のための協奏音楽（演奏会用音楽） op.41 （1926年）
- 吹奏楽のための交響曲変ロ調（1951年）
ワシントン陸軍音楽隊のH.カーリ少佐の委嘱作品。

### 協奏曲
- チェロ協奏曲 op.3 （1915年 - 1916)
- 管弦楽付きピアノ音楽 op.29 （1923年)
左手のためのピアノ協奏曲
- 室内音楽 (Kammermusik )
  - 第2番 op.36-1 （ピアノ協奏曲） （1924年）
  - 第3番 op.36-2 （チェロ協奏曲） （1925年）
  - 第4番 op.36-3 （ヴァイオリン協奏曲） （1925年）
  - 第5番 op.36-4 （ヴィオラ協奏曲） （1927年）
  - 第6番 op.46-1 （ヴィオラ・ダモーレ協奏曲） （1927年）
  - 第7番 op.46-2 （オルガン協奏曲） （1927年）
- ヴィオラと大室内管弦楽のための協奏音楽 op.48 （1930年）
- トラウトニウムと弦楽合奏のためのコンツェルトシュテュック（Konzertstück für Trautonium und Streichorchester ）op.50 （1931年）
トラウトニウムは電子楽器。
- 白鳥を焼く男 (Der Schwanendreher )（ヴィオラ協奏曲） （1935年）
古い民謡の旋律によるヴィオラ協奏曲。題名は第3楽章に用いられた民謡に由来する。
- 葬送音楽 (Trauermusik ) （1936年）
ヴィオラ（またはチェロ、ヴァイオリン）と弦楽合奏のための作品。イギリス国王ジョージ5世追悼のために作曲。
- ヴァイオリン協奏曲（1939年）
- チェロ協奏曲 （1940年）
- 「4つの気質」 ピアノと弦楽オーケストラのための主題と変奏 (Die vier Temperamente - Thema mit vier Variationen ) （1940年)
- ピアノ協奏曲 （1945年）
- クラリネット協奏曲 （1947年 - 1949年）
- ホルン協奏曲 （1949年）
- 木管楽器、ハープと管弦楽のための協奏曲 （1949年）
- トランペット、ファゴットと弦楽のための協奏曲 （1949年）
- オルガン協奏曲 （1962年）

### 室内楽曲
- 室内音楽 (Kammermusik )
  - 第1番 op24-1 （12の独奏楽器のための）
- 八重奏曲 （1957年 - 1958年） （クラリネット1、ファゴット1、ホルン1、ヴァイオリン1、ヴィオラ2、チェロ1、コントラバス1）
- 管楽七重奏曲 （1948年）（通常の木管五重奏+バスクラリネット、トランペット）
- ピアノ五重奏曲 op.7
- クラリネット五重奏曲変ロ調・変ホ調 op.30 （1923年）
- 小室内楽曲 op24-2 （1922年） （木管五重奏曲）
- 5つの楽器のための3つの小品 （1925年） （クラリネット・トランペット・ヴァイオリン・コントラバス・ピアノ）
- 弦楽四重奏曲（全7曲）
  - 第1番ハ長調 op.2 （1915年）
  - 第2番ヘ短調 op.10 （1918年）
  - 第3番 op.16 （1920年）
  - 第4番 op.22 （1921年）
  - 第5番 op.32 （1923年）
  - 第6番変ホ調 （1943年）
  - 第7番変ホ調 （1945年）
- ミニマックス 軍楽隊のためのレパートリー（ドイツ語版）（1923年）（弦楽四重奏曲）
- 朝7時に湯治場で二流のオーケストラによって初見で演奏された「さまよえるオランダ人」序曲（1925年頃）（弦楽四重奏曲）
- 金管楽器のための朝の音楽 （1932年） （金管五重奏曲）
- ピアノ、クラリネット、ヴァイオリンとチェロのための四重奏曲 （1939年）
- 4つのホルンのためのソナタ （1952年）
- 弦楽三重奏曲
  - 第1番 op.34 （1924年）
  - 第2番 （1933年）
- クラリネット、ホルンとピアノのための三重奏曲 op.1
- ピアノ、ヴィオラとヘッケルフォン（またはテナー・サクソフォーン）のための三重奏曲 op.47
- ヴァイオリンソナタ（ヴァイオリンとピアノ）
  - ヴァイオリンソナタ 変ホ長調 op.11-1 （1918年）
  - ヴァイオリンソナタ ニ長調 op.11-2 （1918年）
  - ヴァイオリンソナタ ホ調 （1935年）
  - ヴァイオリンソナタ ハ調 （1939年）
- ヴィオラソナタ（ヴィオラとピアノ）
  - ヴィオラソナタ ヘ調 op.11-4 （1919年）
  - ヴィオラソナタ op.25-4 （1922年）
  - ヴィオラソナタ ハ調 （1939年）
- チェロソナタ（チェロとピアノ）
  - チェロソナタ イ短調 op.11-3 （1919年）
  - チェロソナタ ホ調 （1948年）
  - チェロとピアノのための3つの小品 op.8 （1917年）
  - 3つのやさしい小品 (1938)
  - 古いイギリスの民謡「求婚に出かけた蛙」による変奏曲 （1941年）
- その他の独奏楽器とピアノ
  - 瞑想曲 (Meditation ) （1938年）（ヴァイオリンまたはヴィオラ、チェロとピアノ）
  - ヴィオラダモーレ小ソナタ op.25-2 （1923年）
  - コントラバスソナタ ロ調 （1949年）
  - フルートソナタ 変ロ調 （1936年）
  - トーマス・モアの詩によるエコー （1942年） （フルートとピアノ）
  - オーボエソナタ ト調 （1938年）
  - イングリッシュホルンソナタ 嬰ハ調・ヘ調 （1941年）
  - クラリネットソナタ （1939年）
  - ファゴットソナタ 変ロ調 （1938年）
  - ホルンソナタ ヘ調 （1939年）
  - トランペットソナタ 変ロ調 （1939年）
  - トロンボーンソナタ ヘ調 （1941年）
  - アルトサクソフォーンソナタ 変ホ調 （1943年）
  - チューバソナタ 変ロ調 （1955年）

### 独奏曲
- 無伴奏ヴァイオリン・ソナタ
  - op.31-1 （5楽章） （1924年）
  - op.31-2 （4楽章） （1924年）
- 無伴奏ヴィオラ・ソナタ
  - op.11-5 （1919年）
  - op.25-1 （1922年）
  - op.31-4 （1923年）
  - （1937年）
- 無伴奏チェロ・ソナタ op.25-3 （1923年）
- ハープ・ソナタ （1939年）
- 無伴奏フルートのための8つの小品 （1927年）
- オルガン・ソナタ
  - 第1番 （1937年）
  - 第2番 （1937年）
  - 第3番「古い民謡による」（Über alte Volkslieder ） （1940年）

### ピアノ曲
- 2台のピアノのためのソナタ(1942年）
- 7つのワルツ（ピアノ連弾）op.5
- ピアノ連弾ソナタ（1938年）
- ピアノソナタ
  - 第1番 イ調「マイン川」（1936年）
  - 第2番 ト調（1936年）
  - 第3番 変ロ調（1936年）
- ピアノソナタ op.17（1917年）
- 「ある夜に」op.15（1921年）
- 舞曲集 op.19（1922年）
- 組曲「1922年」op.26（1922年）
- ピアノ音楽 op.37
  - 第1部 三つの小品による練習（1925年）
  - 第2部 一連の作品（1927年）
- ルードゥス・トナリス（対位法・調性およびピアノ奏法の練習）（1942年）

### 歌曲
- 歌曲集『マリアの生涯』

### 合唱曲
- 古い詩文による歌（1923年）
- 古い詩文による5つの歌（1937年/1938年）
- 6つの歌（1939年）
- 4声の男声のための合唱（1939年）
- 戸口に咲き残りのライラックが咲いた頃―愛する人々へのレクイエム (When lilacs last in the dooryard bloom'd - A Requiem for those we loved ) （1946年）
編成：メゾソプラノ・バリトン・混声合唱団・管弦楽。第二次世界大戦の犠牲者への哀悼を込めて作曲。
- 神の定めの日は来たらん（1947年）
- 5声のマドリガル（1958年）
- ミサ (Messe ) （1963年）
- 男声合唱曲
春について
薄明りの真夜中
汝すべてを与うべし
Fürst Kraft
男の夢想
死
初雪
古い踊りの歌による変奏曲
Gar viele gibt’s, die halten sich für Amigos
絞首台の悪魔

## 著作（日本語訳書）
- 『和声学』（坂本良隆訳 / 音楽之友社 / 1952年）
- 『作曲の手引』（下総皖一訳 / 音楽之友社 / 1953年）
- 『作曲家の世界』（佐藤浩訳 / 音楽之友社 / 1955年;1999年新装）
- 『音楽家の基礎練習』（坂本良隆、千蔵八郎訳 / 音楽之友社 / 1957年;1998年新装） 点字楽譜普及会「トニカ」から1992年に点字版が出版されている。
- 『二声部楽曲の練習書』（下総皖一、志賀静男訳 / 音楽之友社 / 1958年）
- 『和声学第2巻』（坂本良隆訳 / 音楽之友社 / 1965年）

## 教え子
- ワルター・クラフト
- 貴志康一
- 下総皖一
- 坂本良隆